# آئین ارگادا
آئین ارگادا (به فرانسوی: Ain Erreggada) یک منطقهٔ مسکونی در مراکش است که در Oriental (Morocco) واقع شده‌است.

## خصوصیات
آئین ارگادا ۲٬۹۸۳ نفر جمعیت دارد.